# Lopezus karakumicus
Lopezus karakumicus is een insect uit de familie van de mierenleeuwen (Myrmeleontidae), die tot de orde netvleugeligen (Neuroptera) behoort. 
Lopezus karakumicus is voor het eerst wetenschappelijk beschreven door Krivokhatsky in 1990.